# New Hartford (miasto)
New Hartford – miasto w Stanach Zjednoczonych, w stanie Nowy Jork, w hrabstwie Oneida.
W tym mieście w 1977 roku urodził się znany gitarzysta Joe Bonamassa.